# Acronicta ankarensis
Acronicta ankarensis är en fjärilsart som beskrevs av Erich Martin Hering 1933. Acronicta ankarensis ingår i släktet Acronicta och familjen nattflyn. Inga underarter finns listade i Catalogue of Life.